# Guerra del Pacífico (1937-1945)
El teatro de operaciones del Pacífico de la Segunda Guerra Mundial tuvo lugar en el océano Pacífico, sus islas y en Asia Oriental, entre 1941 y 1945. En la actualidad, muchos japoneses usan el término guerra del Pacífico (太平洋戦争, Taiheiyō Sensō), mientras que otros emplean Gran Guerra de Asia Oriental (大東亜戦争, Dai Tōa Sensō).
En 1937, el Imperio del Japón inició nuevamente su expansión por China, dando inicio a la segunda guerra sino-japonesa. Los japoneses ocuparon las capitales chinas de Nankín y Wuhan entre 1937 y 1938, aunque la resistencia china continuaría en los años posteriores. En 1939, después de librar dos batallas con la Unión Soviética, con resultados adversos, Japón ocupó la Indochina, colonia francesa, buscando finalizar la larga contienda en suelo de China. Reino Unido, Estados Unidos y otras naciones con intereses en la región respondieron imponiendo un embargo económico que amenazaba con asfixiar al pequeño país. Después de fallidas negociaciones, Japón atacó simultáneamente, sin previa declaración de guerra, a territorios controlados por Estados Unidos, Reino Unido, Tailandia y Países Bajos en diciembre de 1941.
El ataque japonés no logró acabar con la Armada estadounidense en el Pacífico, aunque la debilitó. Japón logró conquistar Filipinas, Malasia, Birmania, las Indias Orientales Neerlandesas, Hong Kong y emprendió una ofensiva en el océano Índico y el sudoeste asiatíco en 1942. El avance japonés se detuvo ese mismo año, luego de las derrotas en la batalla del mar del Coral y la batalla de Midway, esta última con resultados desastrosos para Japón.
En los siguientes años, Japón continuó lanzando ofensivas en China, sin obtener la rendición del gobierno de Chiang Kai-shek. Los británicos lograron detener el avance japonés en Birmania y a su vez, repelieron el ataque de japoneses e hindúes nacionalistas contra la India británica.
El avance estadounidense por el Pacífico logró forzar una gran batalla naval conocida como la batalla del mar de Filipinas, donde la Armada nipona sufrió pérdidas irreparables, que fueron explotadas en la batalla del golfo de Leyte. Desde entonces la superioridad naval estadounidense en el Pacífico fue indiscutible.
Para 1945, los aliados habían recuperado Birmania, Nueva Guinea, Borneo, las Filipinas, las islas Aleutianas y ocupado territorio japonés, Iwo Jima, y ambos bandos se preparaban para prestar batalla en las grandes islas niponas. El lanzamiento de las bombas atómicas en agosto de 1945 coincidió con la invasión soviética de Manchuria, controlada por Japón desde 1931.
Japón aceptó la rendición incondicional 15 de agosto de 1945, siendo ocupado por tropas anglo-estadounidenses y viendo reducida su extensión territorial a las islas del archipiélago principal. La guerra del Pacífico significó la caída del Imperio japonés, convirtió a Estados Unidos en la primera potencia del Pacífico, inició el declive anglo-francés en el sudeste de Asia, y debilitó el gobierno nacionalista en China, que fue reemplazado luego por el gobierno comunista de Mao Zedong. La Unión Soviética conservó el control de sus territorios en el Lejano Oriente y luego participó en la división de Corea.
Los combatientes fueron Japón por un lado, y las principales potencias aliadas de la Segunda Guerra Mundial, incluyendo a China, Estados Unidos, el Imperio Británico y por el otro. La Unión Soviética rechazó un temprano ataque japonés en 1939, y permaneció neutral hasta la derrota de Alemania nazi. Tailandia fue convencida tras el inicial ataque japonés de unirse a su bando. La Alemania nazi y la Italia fascista también eran aliados de Japón, y unidades testimoniales de sus Armadas operaron en el Pacífico entre 1940 y 1945.
El teatro de operaciones del Pacífico incluyó cuatro frentes de operaciones:
- China: incluye las campañas en China, Manchuria, Mongolia, Hong Kong y Corea.
- Pacífico: incluye las campañas en el océano Pacífico Central y Norte.
- Sudeste de Asia: incluye las campañas en Indochina, el océano Índico, Birmania y la India.
- Sudoeste del Pacífico: incluye las campañas de las Filipinas, las Indias Orientales Neerlandesas, Borneo, Australia, Nueva Guinea (incluyendo el archipiélago de Bismarck), la parte occidental de las Islas Salomón y algunos territorios aledaños.

## Causas de la guerra

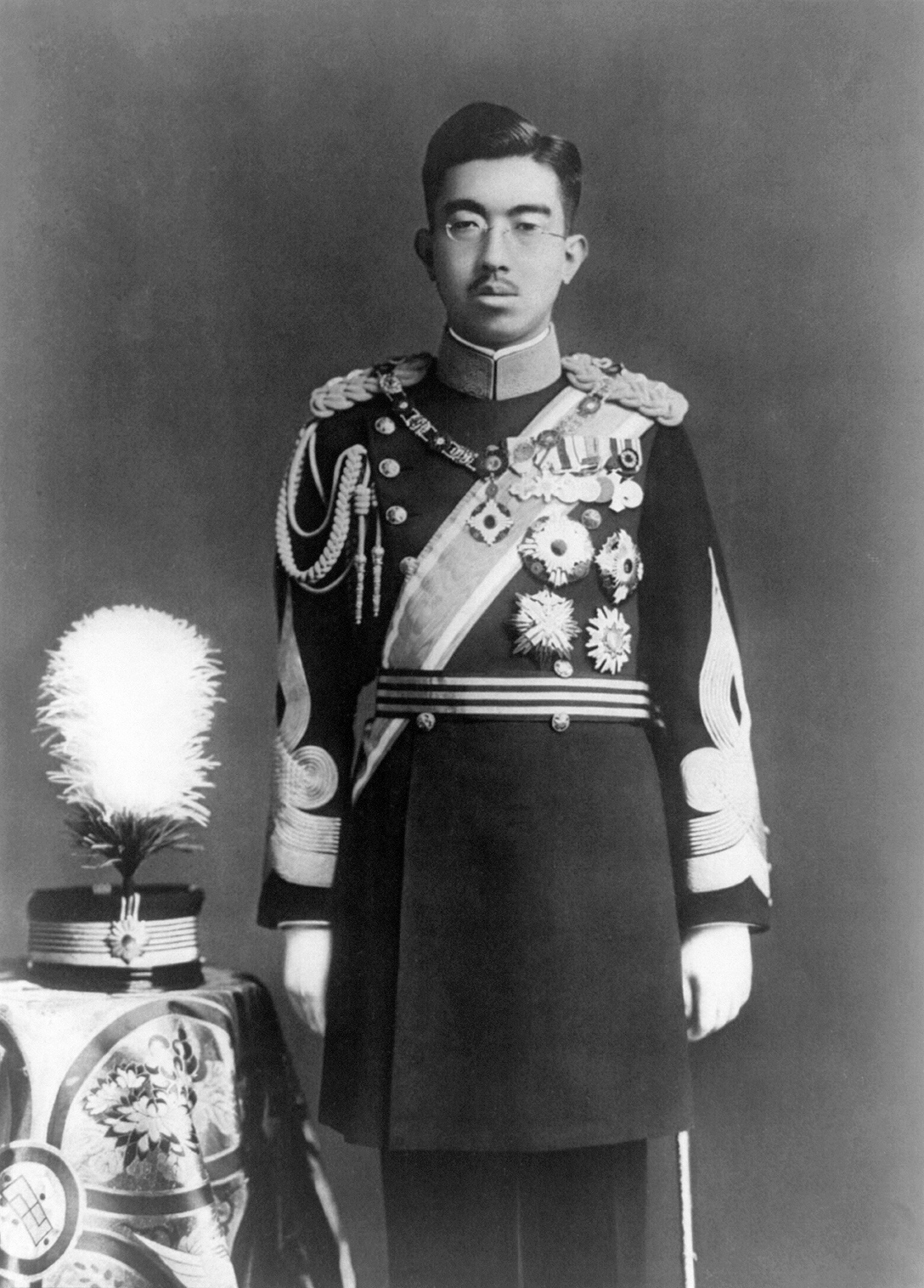
Hirohito, emperador del Japón.

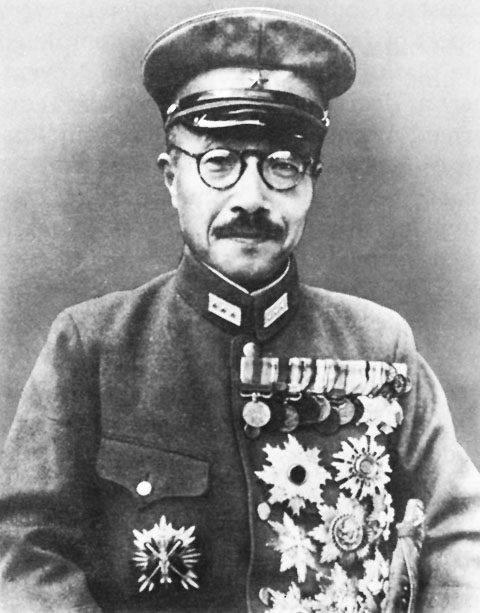
Hideki Tōjō, primer ministro del Japón entre 1941 y 1944.

Japón vivió un proceso de modernización acelerado a partir de la Era Meiji que le llevó de ser un país feudal de economía agraria durante el Shogunato Tokugawa a convertirse en la mayor potencia industrial de Extremo Oriente, en apenas sesenta años. Este ritmo brutal creó un desfase entre el nivel tecnológico del país y sus costumbres, plasmado perfectamente en su sistema político: a pesar de ser nominalmente una democracia parlamentaria, el Ejército y la Marina eran dirigidos por los ministros de Guerra y Marina (que debían ser obligatoriamente generales o almirantes retirados o en activo) que no estaban sujetos a la autoridad del primer ministro, sino directamente a la del emperador. Los militares, por tanto, constituían un poder fáctico al margen del control de los políticos civiles, que solo contaban con la asignación de presupuestos como medida de presión, e intervenían activamente en la vida política del país. Además, de las veintinueve personas que ocuparon el cargo de primer ministro durante el periodo 1885-1945, quince eran almirantes o generales retirados o en activo (durante el periodo 1932-1945, fueron ocho de once).
Esta anómala situación, combinada con el paso de un ejército permanente a otro reclutado (lo que obligaba a dar instrucción militar a todos los jóvenes del país), favoreció la progresiva militarización de la sociedad japonesa; el ejército y la marina, escasamente controlados por el poder civil, definían sus propios objetivos y se peleaban por los recursos presupuestarios disponibles, pero ambos coincidían en su desprecio a la clase política. Se formaron grupos de opinión enfrentados dentro de las fuerzas armadas (el revolucionario Kōdōha y el llamado Tōseiha, respaldado el segundo por el emperador) que llevaban una «política paralela» a la del Gobierno. Japón, un conjunto de islas con gran cantidad de población pero falta de recursos naturales, entró en el siglo XX con el firme propósito de imitar el sistema económico de las potencias occidentales, incluyendo el colonialismo, como forma de mantener su propio desarrollo, y volvió sus ojos hacia el continente asiático.
En 1894 Japón, que ya hacía tiempo que se disputaba la península de Corea con el Imperio chino, inició la Primera Guerra Sino-japonesa con un ataque por sorpresa sin previa declaración de guerra. Para sorpresa de todos, el pequeño Imperio de Japón aplastó a las fuerzas del mastodóntico Imperio chino e impuso un tratado de paz que le granjeó la cesión de Taiwán, de las islas Pescadores y de Liao-dong. La Rusia Imperial intentó limitar el dominio local de la emergente potencia: subvencionó el pago de las deudas de guerra chinas con Japón y, apoyada por Alemania y Francia, humilló a Tokio e impuso la restitución de Liao-dong a China.
Rusia y Japón se vieron desde ese momento enfrentadas en la lucha por la influencia en la parte nordeste de China. Rusia obtuvo la concesión para la construcción del ferrocarril Transmanchuriano, y aumentó su presencia militar en el sector con la creación de una base naval en Port Arthur, en la parte sur de la península de Liao-dong. La política rusa se encaminaba a desarrollar su influencia sobre toda Manchuria y Corea. Japón se inquietó e intentó en un principio negociar una repartición de áreas de influencia en Manchuria, aunque sin éxito. De modo que en 1904 la Marina Imperial Japonesa atacó y destruyó (de nuevo sin previa declaración de guerra) la flota rusa estacionada en Port Arthur. Japón estaba bien preparado, dominaba los mares de la zona en conflicto y sus bases se hallaban cerca. Por el contrario, Rusia estaba minada por tensiones internas, dirigida en el este por un mando incompetente e incapaz de asegurar un enlace eficaz con el oeste, ya que el Transiberiano era su única vía terrestre, por lo que no pudo plantar cara. La guerra ruso-japonesa terminó en 1905 con un armisticio que humilló a Rusia y dejó Liao-dong en manos de Japón, junto con la mitad meridional de la isla Sajalín y la preeminencia absoluta sobre Corea. En 1914, Japón declaró la guerra a Alemania; al final de la Primera Guerra Mundial obtuvo las posesiones alemanas del océano Pacífico septentrional.
En la década de los 30 la posición política de los militares en Japón era cada vez más dominante. El poder político estaba controlado por los grupos de presión dentro del Ejército y la Armada, hasta el punto de que ocurrieron varios golpes de Estado y atentados por parte de cadetes y oficiales jóvenes del Ejército y la Marina contra ministros y altos cargos que estorbaban los intereses de las camarillas militares. Estas acciones llegaron a costar la vida incluso de un primer ministro en 1932, lo que supuso el final a todos los efectos de cualquier intento de controlar al Ejército desde el Gobierno: la clase política era consciente de que simplemente emitir en público una opinión desfavorable hacia las fuerzas armadas significaba arriesgarse a morir a manos de un ultranacionalista en un arranque de patriotismo.
En 1931, usando como casus belli unos incidentes transfronterizos, Japón invadió Manchuria, que convirtió en 1932 en Manchukuo, Estado independiente bajo protectorado japonés, junto con Jehol. Las críticas internacionales por esta acción llevaron a Japón a retirarse de la Sociedad de Naciones en 1933.

## La expansión japonesa

Este mapa muestra, en naranja, la extensión del territorio chino ocupado por Japón en el año 1940.

Esta tensión creciente se convertiría en una guerra abierta el 7 de julio de 1937, cuando tropas japonesas estacionadas en Manchuria se enfrentaron al ejército de la República de China en las cercanías del Puente de Marco Polo, unos veinte kilómetros al oeste de Pekín. Esta batalla comenzó porque las tropas japonesas creían erróneamente que uno de sus hombres había sido hecho prisionero por los chinos. Japón exigió disculpas formales a China, lo cual fue rechazado por el hombre fuerte de China en aquellos momentos, Chiang Kai-shek, que ordenó al ejército luchar contra los japoneses en el norte y el 14 de agosto mandó a la fuerza aérea del ejército chino a bombardear los barcos de la marina japonesa anclados frente a las costas de Shanghái.
La violenta reacción china provocó la movilización del ejército japonés que en poco tiempo había logrado hacerse con el control de la región de Pekín y Tianjin en el norte y atacaron la bahía de Hangzhou en el sur.
La guerra abierta con Japón puso fin a los intentos de Chiang Kai-shek de unificar el país. Ante el avance japonés, el Gobierno del Kuomintang se vio obligado a abandonar la capital Nankín, replegándose hacia el interior, primero a la ciudad de Wuhan y, después, a la ciudad interior de Chongqing, lugar remoto desde el cual parecía difícil llevar a cabo una contraofensiva.

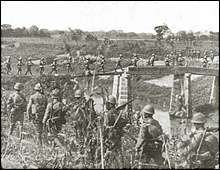
Tropas japonesas a unos veinte kilómetros al norte de Shanghái.

El ejército japonés ocupó la mayor parte de la franja costera oriental de China, controlando los principales centros de producción económica. Al régimen títere de Manchukuo se sumaron otros tres regímenes títeres, uno en Mongolia Interior, que los japoneses querían separar de China como habían hecho con Taiwán y Manchuria, y otros dos regímenes títeres en Pekín y Nankín. En esta última ciudad las tropas japonesas entraron el 13 de diciembre de 1937 desencadenando una campaña de extraordinaria violencia contra la población civil, la llamada masacre de Nankín, en la que murieron miles de personas (las estimaciones varían entre las veinte y las doscientas mil víctimas, según las fuentes[cita requerida]).
La invasión japonesa supuso también el final de la persecución a la que el gobierno del KMT había sometido al Partido Comunista de China. El estado de crisis nacional forzó la colaboración entre el KMT y el Partido Comunista. Aunque Chiang Kai-shek era al principio reacio a esta colaboración con el Partido Comunista, tuvo que aceptarla a raíz del incidente de Xi'an, cuando el mariscal Zhang Xueliang, militar favorable a una alianza entre el KMT y el Partido Comunista que controlaba la región de Shaanxi, detuvo a Chiang Kai-shek en Xi'an, manteniéndolo prisionero hasta que aceptó el establecimiento de un frente común entre el KMT y los comunistas para defenderse frente a la agresión japonesa.
La invasión japonesa permitió así al Partido Comunista reagruparse en su base norteña de Yan'an, ciudad desde la cual controlaban una parte de Shaanxi y de Mongolia Interior, así como la totalidad de Gansu y Ningxia. Muchos intelectuales afines al Partido Comunista, como la escritora Ding Ling, se unieron a los comunistas en Yan'an, mientras el régimen debilitado de Chiang Kai-shek mantenía un control tenue sobre el sur de China desde la capital provisional de Chonqqing.
Estados Unidos y Reino Unido reaccionaron ante las acciones militares de Japón en China imponiendo un embargo de metal en bruto seguido por uno de petróleo, una congelación de bienes y el cierre del canal de Panamá para naves japonesas. Las negociaciones diplomáticas alcanzaron su punto culminante con la Nota de Hull el 26 de noviembre de 1941, el cual fue descrito por el primer ministro Hideki Tōjō como un ultimátum. El embargo petrolero era especialmente peligroso para Japón, pues carecía de recursos petroleros propios.
Los líderes japoneses decidieron que solo les quedaban tres opciones: ceder ante las demandas de los Estados Unidos y el Reino Unido y retirarse de China, esperar que la escasez de petróleo debilitara a sus fuerzas, o aumentar las dimensiones del conflicto e intentar adquirir las fuentes de petróleo del Sudeste asiático. Finalmente se decidieron por esta última opción.
Los japoneses estaban tremendamente impresionados con la táctica empleada por el almirante Andrew Browne Cunningham en la batalla de Tarento, en la que unos cuantos biplanos Swordfish ingleses lanzaron un ataque desde un portaaviones —logrando así acercarse mucho más a los objetivos que si hubiesen partido de la base principal británica en Alejandría—, dañaron la mitad de la flota italiana y forzaron su retirada a Nápoles. Yamamoto envió una delegación naval a Italia, que concluyó que una versión más grande y mejor respaldada de la brillante maniobra de Cunningham podría forzar a la flota estadounidense a retirarse hasta California, y otorgarles tiempo a los japoneses para implantar la «Gran Esfera de Coprosperidad del Sudeste Asiático» —lo que implicaría adueñarse de las reservas petroleras de las Indias Orientales Neerlandesas—, que permitiría incrementar la capacidad defensiva nipona. Más importante aún, la delegación regresó a Japón con el secreto de los torpedos de poca profundidad que los ingenieros de Cunningham habían ideado.
En el verano de 1941, Japón creó y probó en secreto torpedos que podían ser lanzados en las aguas poco profundas de Pearl Harbor. Los esfuerzos dieron como resultado el torpedo Tipo 95, que causó la mayoría de los daños a las naves estadounidenses. Los técnicos de armas japoneses también produjeron bombas especiales de penetración de blindaje, al incorporar aletas en proyectiles navales de catorce y quince pulgadas. Lanzadas desde diez mil pies (unos tres mil metros), eran capaces de atravesar las cubiertas blindadas de los destructores y cruceros estadounidenses amarrados en Pearl Harbor.

## El ataque a Pearl Harbor

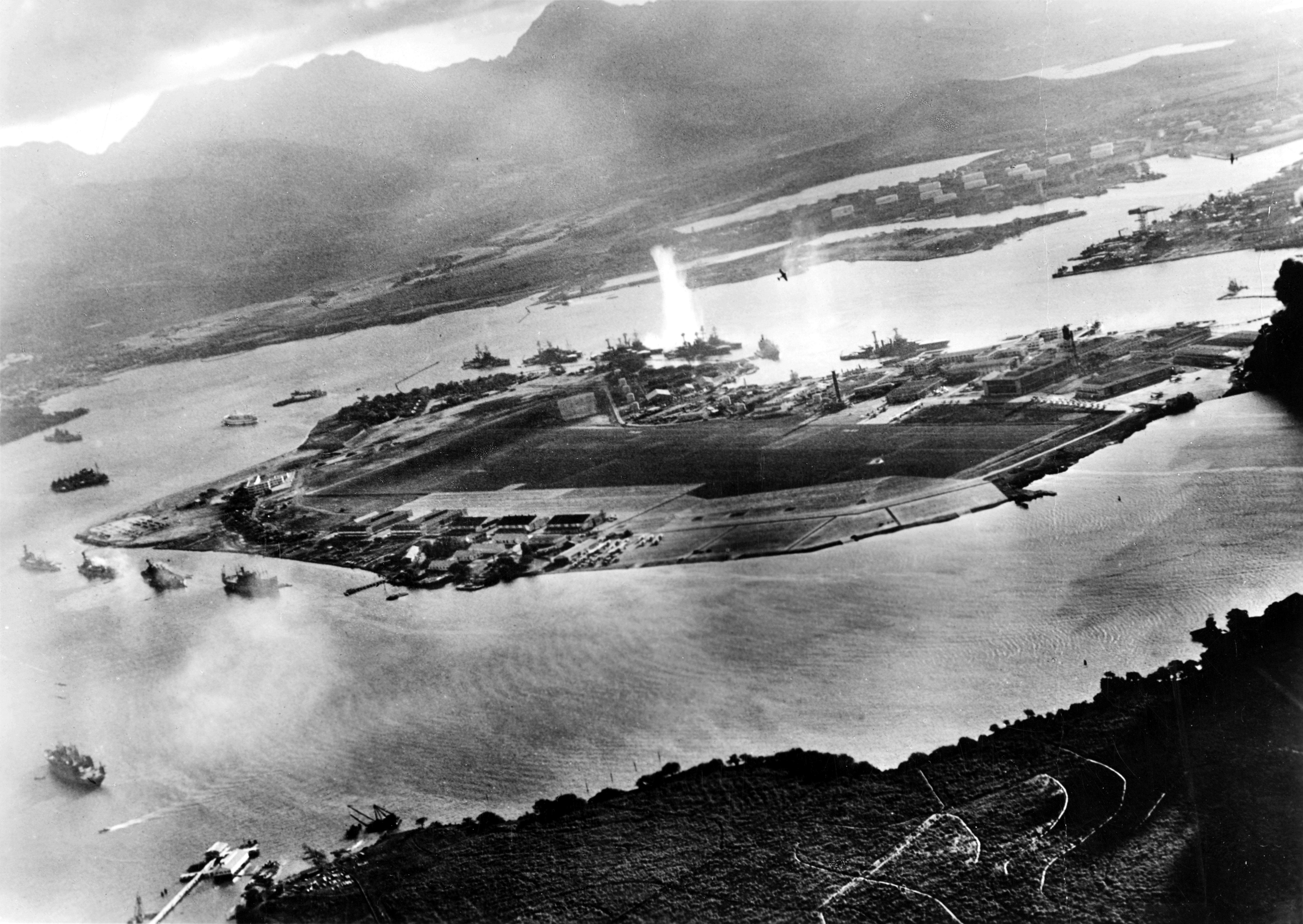
Explosión de un torpedo en el USS West Virginia, visto desde un avión japonés.

Durante el año 1941 las relaciones diplomáticas entre Japón y Estados Unidos eran tensas, ya que el presidente Franklin Delano Roosevelt había bloqueado los suministros petrolíferos a Japón y había congelado todos los créditos japoneses en los Estados Unidos. En ese momento, Alemania estaba luchando contra Rusia y Hitler propuso que Japón atacase Siberia y acorralar así a los rusos. Pero los japoneses desconfiaban de su aliado alemán, y Japón quería atacar Estados Unidos para asegurarse una mejor posición ante la creciente hegemonía alemana.
En la mañana del ataque, la estación de radar «Opana Point» del Ejército estadounidense detectó a la fuerza japonesa, pero la alerta fue confundida con la prevista llegada de aviones estadounidenses B-17 y fue descartada. Algunos navíos comerciales pudieron haber informado de tráfico «inusual» de radio. Numerosos aviones estadounidenses fueron derribados a medida que el ataque se aproximaba; al menos uno de ellos transmitió por radio una alerta algo incoherente. Otras alertas estaban aun siendo procesadas o en espera de confirmación cuando comenzó el ataque.
El ataque a Pearl Harbor empezó a las 7:53 del 7 de diciembre, hora de Hawái, es decir, a las 3:23 del 8 de diciembre, hora de Japón. Los aviones japoneses atacaron en dos oleadas; un total de 353 aviones llegaron a Oahu. La primera oleada era conducida por Mitsuo Fuchida.
Los vulnerables aviones torpederos encabezaron la primera oleada de 183 máquinas, aprovechando los primeros momentos de sorpresa para atacar lo que se esperaba fueran portaaviones y acorazados, mientras que los bombarderos atacaban en picado las bases aéreas estadounidenses en Oahu, comenzando por Hickam Field, la más grande, y Wheeler Air Field, la principal base de aviones de caza. Los ciento setenta aviones de la segunda oleada atacaron Bellows Field y Ford Island, una base aeronaval y de infantería de marina en el centro de Pearl Harbor. La única oposición provino de aviones P-36 Hawk y P-40 Warhawk que realizaron 25 salidas y del fuego de la artillería naval antiaérea.
Noventa minutos después de iniciarse, el ataque había concluido. Habían perdido la vida 2403 estadounidenses, entre ellos 68 civiles, muchos de ellos alcanzados por proyectiles antiaéreos que cayeron sobre Honolulú, y otros 1178 habían sido heridos. Dieciocho navíos habían sido hundidos, incluyendo cinco acorazados.
La mayoría de los 188 aviones norteamericanos que fueron destruidos y de los 155 que fueron dañados, recibieron los impactos en tierra. Los ataques a los barracones mataron a más pilotos. El fuego amigo derribó varios aviones. Entre los japoneses cincuenta y cinco pilotos y nueve tripulantes de submarino sucumbieron durante el ataque. De los 441 aviones de Japón (350 de los cuales tomaron parte en el ataque) se perdieron 29 durante la batalla (nueve en la primera oleada y veinte en la segunda) y otros 74 fueron dañados por fuego antiaéreo desde tierra. Más de veinte de los aviones que aterrizaron a salvo en los portaaviones eran irreparables.

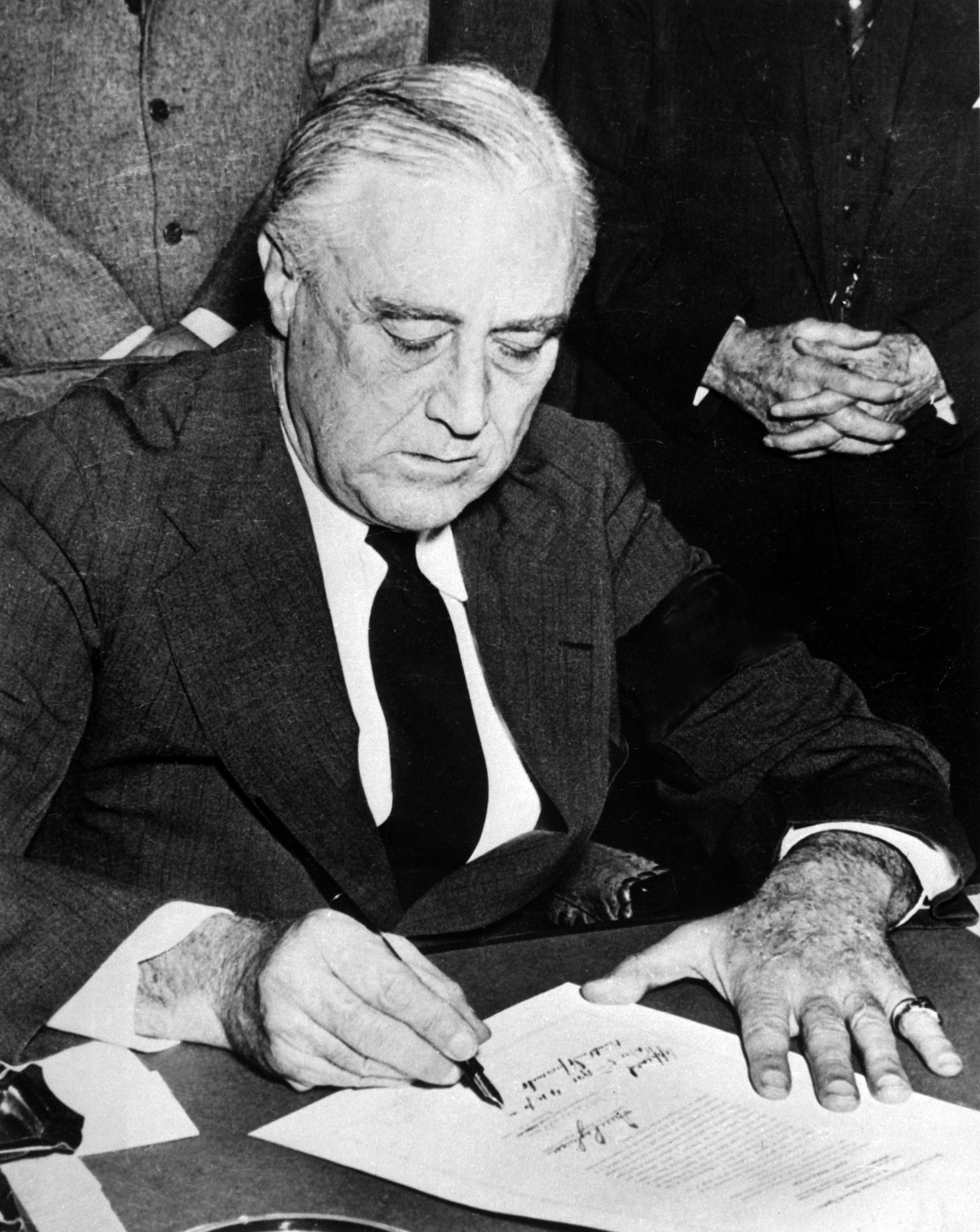
El presidente Roosevelt firma la declaración de guerra contra Japón el día después del ataque.

Al día siguiente, el Congreso de los Estados Unidos declaró la guerra a Japón, siendo el único voto en contra el de Jeannette Rankin. Los Estados Unidos estaban iracundos por el ataque y porque no habían recibido una notificación de ruptura de relaciones previa, considerando ambas acciones como traicioneras. Roosevelt firmó la declaración de guerra el mismo día, refiriéndose al anterior como «una fecha que vivirá en la infamia» al dirigirse a la sesión conjunta del congreso. Continuando la intensificación de la movilización militar, el gobierno de EE. UU. comenzó a adoptar una economía de guerra.
El ataque japonés fue un gran error estratégico para el Eje porque introducía un nuevo país a los Aliados. Además, los japoneses tuvieron que librar una guerra contra una coalición de naciones encabezada por Estados Unidos, Australia, Nueva Zelanda, Inglaterra, India y China. Las fuerzas navales entre los dos bandos eran de potencia similar.

## El avance de Japón por el Pacífico

### Invasión japonesa de Tailandia
El 8 de diciembre de 1941, pocas horas después del ataque a Pearl Harbor, Japón exigió el derecho de trasladar tropas a través de Tailandia a la frontera malaya. Los japoneses desembarcaron en Bangkok y varios lugares a lo largo de la costa este de Tailandia meridional, donde se enfrentaron al ejército tailandés por seis a ocho horas antes que el ejército tailandés determinara que hubiera sido imposible defender el reino. Poco más tarde se concedió a Japón libre tránsito y el 21 de diciembre de 1941, Tailandia y Japón firmaron una alianza con un protocolo secreto en el cual Tokio acordaba ayudar a Tailandia a recuperar territorios perdidos a las potencias coloniales, Gran Bretaña y Francia, a cambio Tailandia acordaba dar asistencia a Japón en su guerra contra los Aliados.

## El reagrupamiento aliado
Después de invadir Tailandia, los japoneses continuaron expandiéndose. Conquistaron muchas islas del Pacífico e invadieron Malasia, en ese entonces colonia británica. El 15 de febrero de 1942 Japón ocupó la gran base naval de Singapur. La base estaba muy bien preparada para un ataque naval, pero los japoneses realizaron un ataque terrestre. Esta conquista dejó a las fuerzas aliadas sin ningún dique de carena entre Australia y Hawái.

### El Mar de Coral y Midway: el punto de inflexión

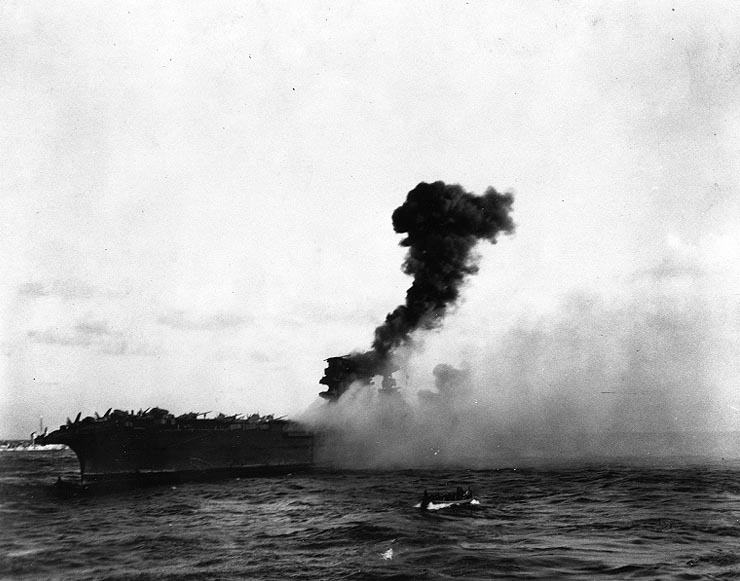
Explosión en el USS Lexington.

Los japoneses, que ya dominaban una amplia área en la zona del Pacífico, pensaban en conquistar Australia. En mayo de 1942 una flota nipona avanzó y tomó el puerto de Tulagi (Islas Salomón), y una segunda fuerza, superior a la primera, avanzaba hacia el sureste de Nueva Guinea. Esta flota fue interceptada por buques de exploración estadounidenses y comenzó la batalla del Mar del Coral. Varios aviones estadounidenses salieron de sus portaaviones para bombardear a la flota japonesa. Japón perdió 966 hombres, un portaaviones ligero y noventa y dos aviones; Estados Unidos sufrió la pérdida de 69 aviones, un portaaviones, un destructor y 650 soldados.
La batalla del Mar del Coral fue la primera batalla de la historia en la que combatieron directamente portaaviones en ambos bandos, así como la primera en la que las unidades navales nunca se vieron directamente ni estuvieron al alcance de su armamento artillero.
Japón continuó su avance por el Pacífico sobre la isla de Midway. La flota aliada utilizó una máquina especial para decodificar las señales navales japonesas e interceptar un mensaje ultrasecreto. Así se enteraron del plan enemigo que consistía en bombardear la isla de Midway. Mientras los japoneses atacaban la isla con bombarderos, la flota aliada atacó por sorpresa a la japonesa y hundió muchos de sus barcos. Los japoneses perdieron cuatro portaaviones, un crucero pesado, 260 aviones y 3052 hombres. Estados Unidos perdió un portaaviones, un destructor, 154 aviones y 250 hombres. Estas batallas marcaron un punto de inflexión en el avance japonés y tuvieron drásticas consecuencias para el transcurso de la guerra:
| Para Japón | Para Estados Unidos |
| --- | --- |
| Cambio del escenario estratégico: de ahora en adelante los japoneses perderían gradualmente su eficacia en las posesiones logradas en el Pacífico por no poder defenderlas, antes del 4 de junio de 1942, Japón se paseaba invencible por el Índico, después del 4 de junio sus victorias estaban hipotecadas.                                                                                       | La derrota japonesa demostró al alto mando estadounidense que el concepto del acorazado estaba muerto, y que las victorias dependerían de la aviación aeroembarcada.    |
| Pérdida del sentido de invencibilidad del Japón: el mal de victoria que se inculcó desde la guerra de 1905 con Rusia desapareció súbitamente el 4 de junio de 1942. La derrota sufrida se prendó tan intensamente en el alto mando japonés a tal extremo que se censuró estrictamente a la prensa y a los participantes de la batalla.                                                               | La victoria permitió demostrar a los estadounidenses que «se podía hacer el trabajo» con las herramientas necesarias.                                                   |
| Pérdida de capacidad ofensiva aeronaval: de ahora en adelante el Japón tendría que reconvertir nuevos buques para suplir a los portaaviones hundidos. En efecto, los acorazados clase Hyuga fueron reconvertidos en portahidroaviones, el Mogami tuvo el mismo destino, el tercero de los Yamato en construcción se convertiría en el portaaviones más grande del mundo en ese entonces, el Shinano. | Tanto las Hawái como la costa oeste de Norteamérica ya no estaría expuesta a los cañones embarcados del Japón.                                                          |
| Pérdida de las mejores naves, tripulaciones aéreas y pilotos experimentados, nunca más Japón iba a tener el mismo potencial guerrero. | Ganancia progresiva de la iniciativa estratégica militar y hegemónica del escenario del Pacífico.                                                                       |
| Declinación de la estrella de Isoroku Yamamoto: después de esta batalla la ascendencia de Yamamoto en los círculos estratégicos perdió fuerza. | Midway constituyó la vuelta de mano por Pearl Harbor para los norteamericanos: la maquinaria industrial estadounidense se volcó completamente en el esfuerzo de guerra. |

### Nueva Guinea y las islas Salomón

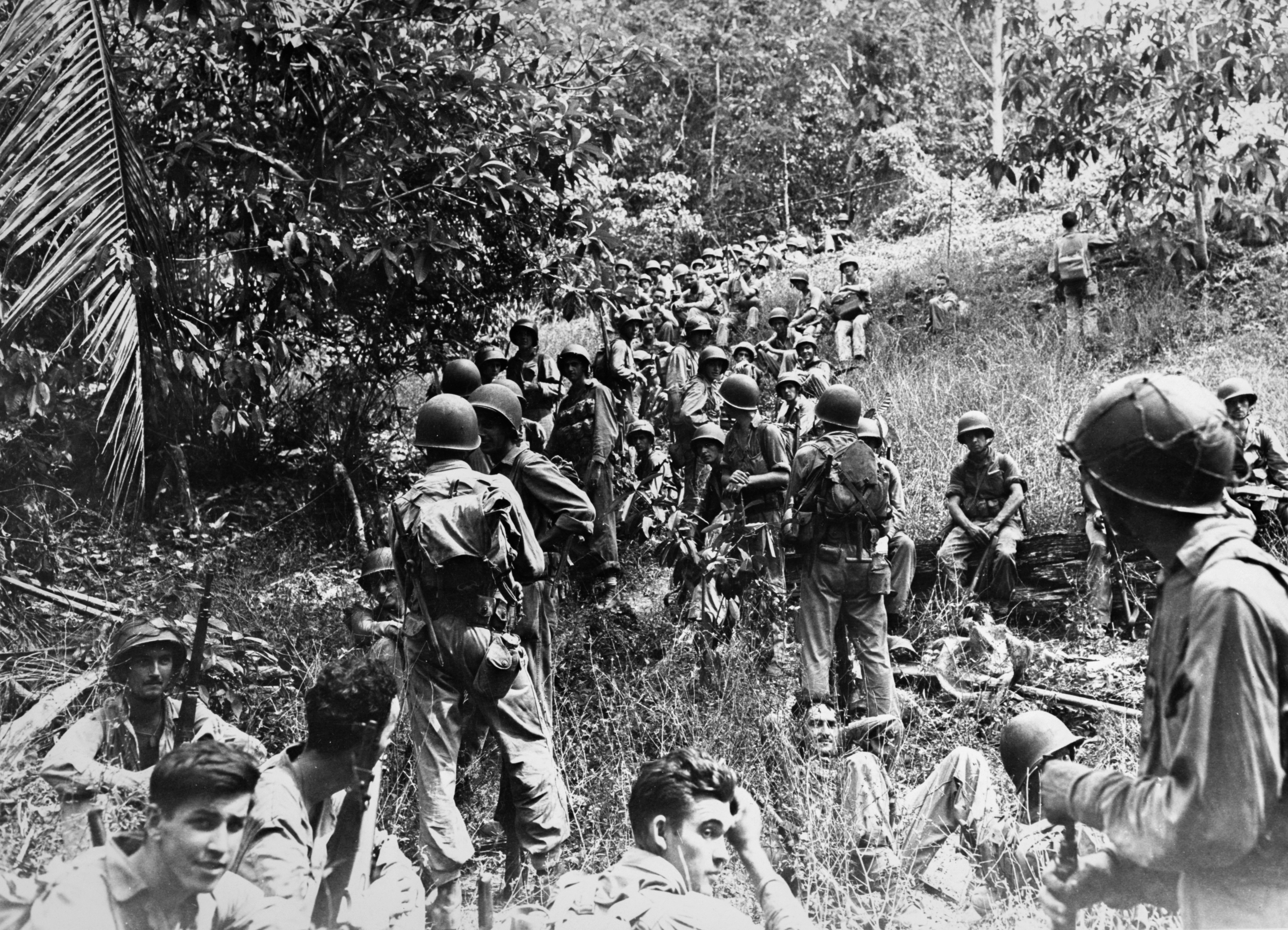
Marines estadounidenses descansan en el campo en Guadalcanal, alrededor de agosto-diciembre de 1942.

Las fuerzas terrestres japonesas continuaron avanzando en las islas Salomón y en Nueva Guinea. Se enfrentaron a un inexperto batallón australiano al que vencieron con facilidad. Pero la marina aliada y dieciséis mil soldados de Estados Unidos asaltaron el 7 de agosto de 1942 la isla de Guadalcanal en las islas Salomón, entonces ocupada por Japón. También asaltaron simultáneamente las islas de Florida, Tulagi, Gavutu y Tanambogo.
Los japoneses estaban construyendo un aeropuerto en la isla, desde el cual podrían mandar aviones e interceptar las rutas marítimas entre EE. UU. y Australia. Los estadounidenses, australianos y neozelandeses decidieron atacar y tomar el aeropuerto antes de que estuviera terminado. Gracias al factor sorpresa, tomaron el aeropuerto casi sin oposición, finalizando las obras y bautizándolo con el nombre de Henderson Field. Pero lo que parecía una fácil victoria se complicó: los japoneses contraatacaron, y esta vez los sorprendidos fueron los aliados, que perdieron varios buques (de hecho, el 8 de agosto de 1942 los aliados sufrieron la mayor derrota naval de la guerra, después de Pearl Harbor, al perder cuatro cruceros pesados en la batalla de la isla de Savo) y vieron interrumpidas sus rutas de suministros a la isla, aunque consiguieron conservar el aeropuerto, lo que, a la larga, acabaría siendo decisivo para su victoria.
Unas treinta mil personas murieron en Guadalcanal. El infructuoso intento japonés de recuperar el aeropuerto acabó costándoles cerca de veinticuatro mil muertos. Por su parte, los Aliados sufrieron seis mil bajas. No todos los muertos fueron de heridas de guerra: muchos de ellos murieron debido a la malaria y otras enfermedades tropicales. En este sentido, las tropas aliadas contaron con la ayuda de un mejor equipo médico.
Pero a finales de 1942, los Aliados, al mando del general Douglas MacArthur tomaron las playas de Nueva Guinea en la batalla de Buna y Gona. Los japoneses se retiraron a los montes del centro de la isla.
En marzo de 1943, la Junta de Jefes de Estado Mayor de EE. UU. aprobó el plan estratégico de Douglas MacArthur, conocido como Operación Cartwheel, cuyo objetivo era capturar la base principal japonesa en Rabaul a base de ocupar posiciones estratégicas para usarlas como bases avanzadas. Durante 1944 se modificó el plan general a fin de sobrepasar Rabaul y dejar sitiadas a las fuerzas japonesas fortificadas allí. Inicialmente la mayoría de las fuerzas de tierra eran australianas, pero se incorporó al teatro de operaciones una cantidad cada vez mayor de fuerzas norteamericanas, incluyendo el Sexto Ejército de los EE. UU. (también conocido como Fuerza Alamo), y más adelante el Octavo Ejército.

## La guerra en Birmania
Los japoneses invadieron Birmania en 1942 e hicieron acuerdos con Aung San y su ejército Birmano, que creció espectacularmente y cambió varias veces de nombre por intereses japoneses, que además adiestraron muchas unidades de este. Los japoneses ordenaron a Ba Maw formar un gobierno para declarar independiente a Birmania. Todo era ilusión y Ba Maw una marioneta y Aung San se vio desilusionado y buscando ayuda comunista. Aung San movilizó a su ejército y en contacto con los Aliados a través de los británicos, propició la revuelta de marzo de 1945 contra los japoneses.

## El principio del fin

### La batalla del Golfo de Leyte

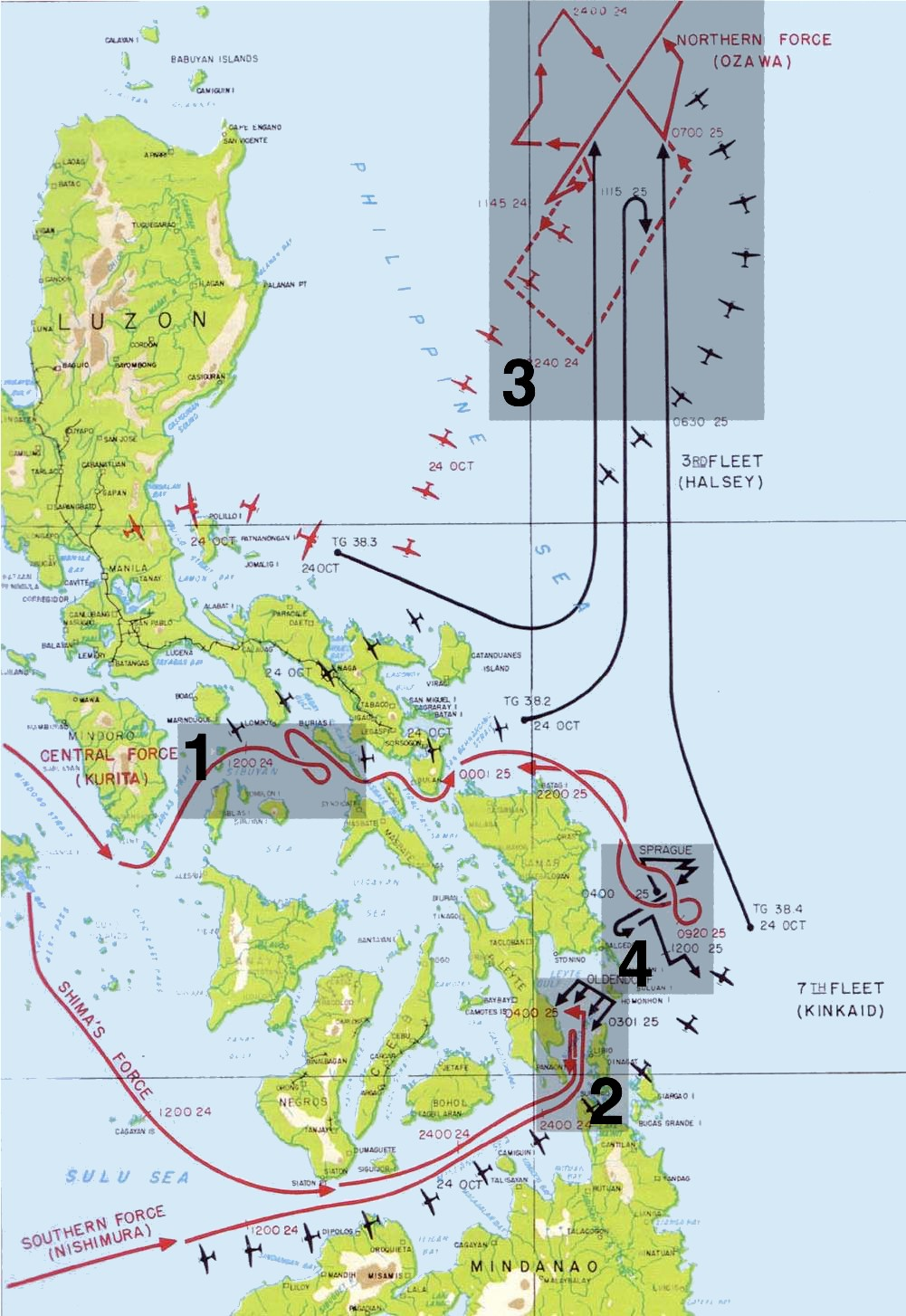
Mapa de los cuatro encuentros de la batalla del Golfo de Leyte.

Estados Unidos continuó avanzando por las Filipinas hasta llegar a la isla de Leyte. Allí encontraron a la flota japonesa que intentó repeler o destruir la flota aliada que se disponía a invadirla. Aunque los japoneses emplearon tácticas kamikaze de un modo organizado, los Aliados consiguieron una contundente victoria frente a la Armada Imperial Japonesa, muy inferior en número, prácticamente desbaratándola para el resto de la guerra.
La desproporción existente entre el número de aviones empleados por ambos bandos, la calidad de los mismos —los estadounidenses eran claramente mejores en 1944—, además de la falta de pilotos experimentados en el bando japonés influyeron decisivamente en el resultado de la batalla. Los japoneses sufrieron bajas de diez mil hombres, cuatro portaaviones, tres acorazados, seis cruceros y doce destructores; mientras que Estados Unidos perdió tres mil quinientos soldados, un portaaviones, un crucero, dos portaaviones de escolta y tres destructores.

## El fin de la guerra

### Entrada en Japón

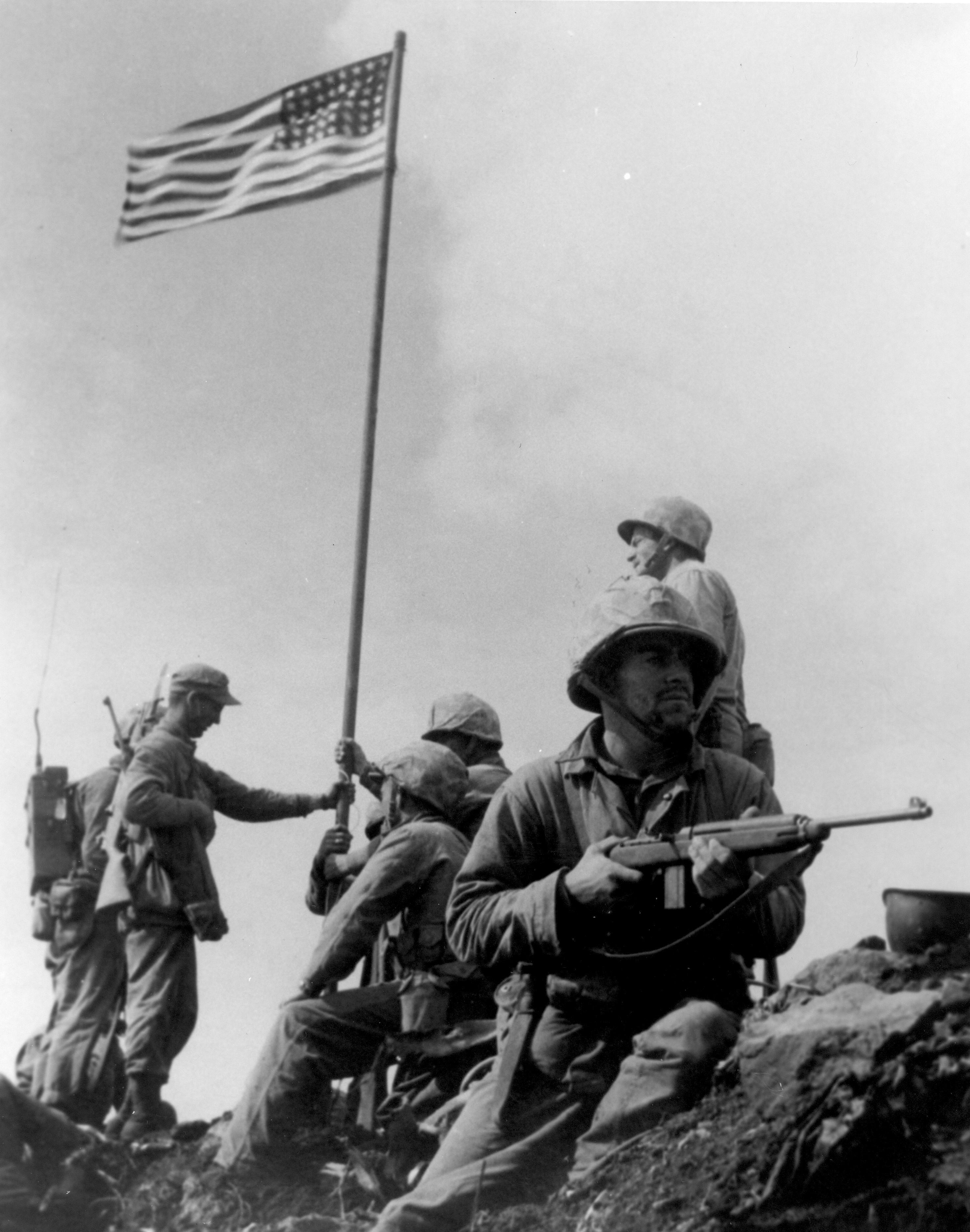
Soldados estadounidenses clavando su bandera en Iwo Jima.

Los Estados Unidos habían liberado casi todas las islas del Pacífico y estaban decididos a desembarcar en Japón, pero los cazas estadounidenses no podían volar desde las islas Marianas hasta Tokio al no tener más de tres mil kilómetros de autonomía. En la isla de Iwo Jima, los japoneses poseían radares que podían detectar el vuelo de los cazas estadounidenses. El 9 de octubre de 1944, el mando de Estados Unidos acordó tomar medidas para invadir Iwo Jima; así se conseguiría eliminar los radares y se contaría con un aeropuerto para utilizarlo como escala para repostar combustible y para aterrizajes de emergencia.
La flota nipona había sido destruida en la batalla del Golfo de Leyte, por lo que Japón no podía oponer resistencia en el mar y la rendición era inminente. No obstante, Japón quería llegar a un acuerdo de paz cediendo territorios, pero sin alterar la divinidad del emperador. Sin embargo, el objetivo final de los Estados Unidos era lograr la rendición incondicional de su oponente. Antes de que se produjera la invasión, la isla estuvo sometida a bombardeos por mar y aire durante tres meses. A pesar de estos ataques, aún había algunos japoneses firmemente atrincherados en fortificaciones subterráneas, excavadas en el blando suelo volcánico.
La batalla de Iwo Jima tuvo lugar entre el 19 de febrero y el 26 de marzo de 1945. Más de 6766 soldados de infantería de Marina de Estados Unidos murieron con el fin de arrebatar la isla a los japoneses; a su vez 18 000 japoneses murieron defendiendo la isla.
Los Aliados continuaron su avance hasta la isla de Okinawa, la mayor de las islas Ryukyu (al sur de las cuatro grandes islas de Japón). Los japoneses no podían ofrecer resistencia a la avanzada aliada y realizaron un ataque suicida contra la flota americana llamado Operación Ten-Gō. El acorazado japonés Yamato, el mayor del mundo, junto con otras nueve naves de guerra japonesas, zarparon desde Japón para realizar un ataque suicida contra las Fuerzas Aliadas que estaban luchando en la batalla de Okinawa. Las fuerzas japonesas fueron interceptadas y destruidas casi en su totalidad por la supremacía aérea estadounidense desde sus portaaviones. El Yamato y otros cinco barcos japoneses fueron hundidos.
La batalla, acontecida en la etapa culminante de la guerra, puso en evidencia la resolución de las autoridades japonesas de llevar al extremo los ataques kamikazes para detener el avance aliado hacia el archipiélago japonés llegando al sacrificio de una armada sin protección frente a los ataques aéreos masivos. Okinawa fue declarado segura por las fuerzas aliadas el 21 de junio de 1945, después de una sangrienta batalla.

### Invasión soviética de Manchuria

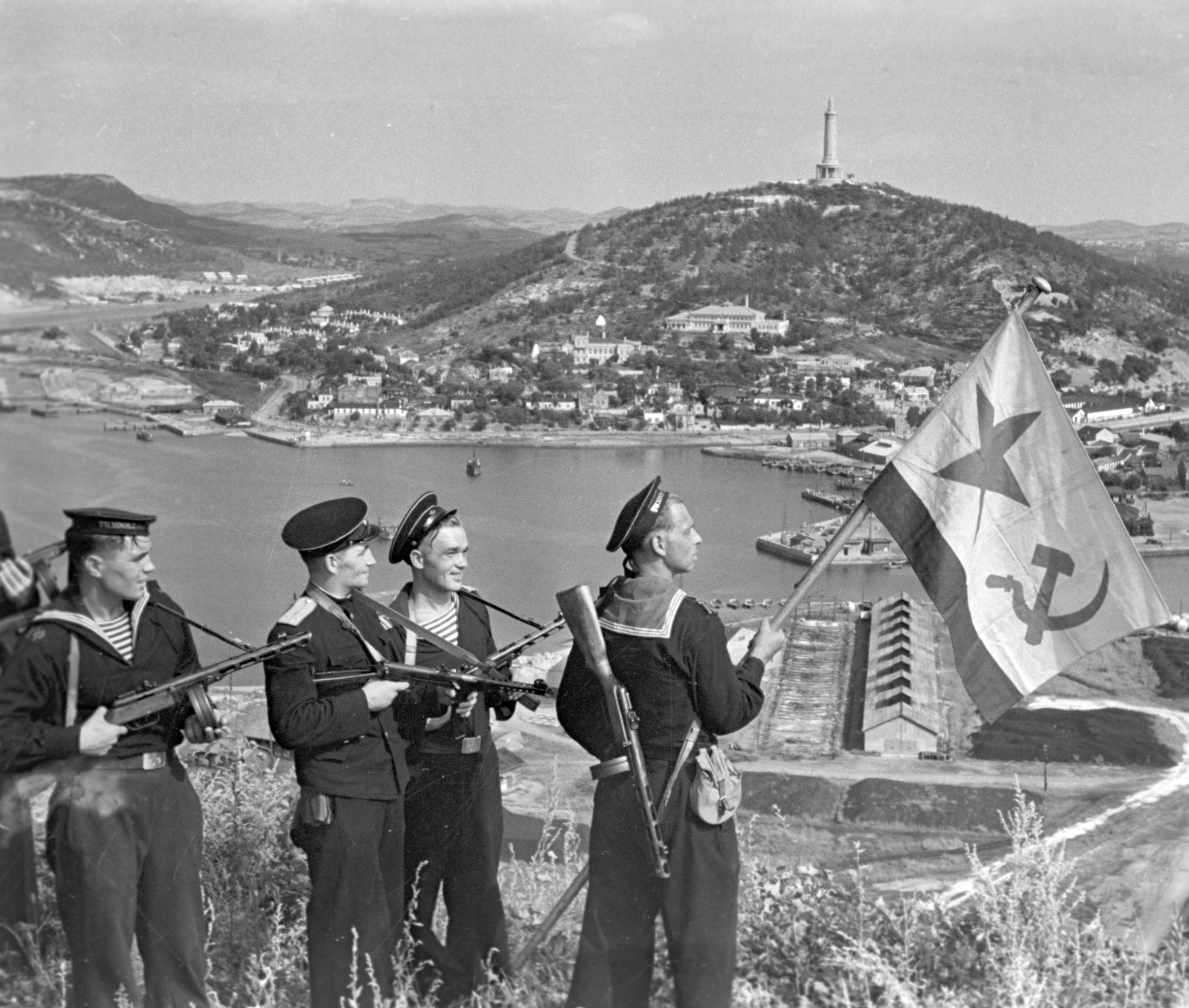
Infantes de marina de la Flota del pacífico izan su estandarte en Port Artur el 1 de octubre de 1945

Después de la conquista de Alemania y las sangrientas batallas de Iwo Jima y Okinawa, Estados Unidos había sufrido, entre muertos y heridos, casi un millón de bajas en combate. Lo cual aumentó extremadamente la preocupación por estas pérdidas entre los políticos y la opinión pública estadounidense. Por esta razón el secretario de Guerra Henry L. Stimson encargó a su departamento la redacción de un informe sobre el número de pérdidas esperables en caso de una invasión terrestre contra Japón. En este informe, se detallaba que la invasión de Japón tendría un coste esperado de 1,7 millones de bajas, incluidos entre 400 000 y 800 000 muertos. Además la conquista de Japón tendría un coste de entre cinco y once millones de bajas entre los civiles y militares japoneses. Fue precisamente esta posibilidad la que llevó a Estados Unidos a solicitar el apoyo soviético y a emplear la bomba atómica.
A cambio del apoyo soviético Stalin exigió las islas Kuriles, la mitad sur de la isla de Sajalín, la base naval de Port Arthur y el control del Ferrocarril Transmanchuriano. Además Estados Unidos debía proporcionar más de un millón de toneladas de materiales diversos a través de la Ley de Préstamo y Arriendo, específicamente pensados para la guerra contra Japón. Además de tanques, camiones, aviones, combustible y material ferroviario los soviéticos también pedían 180 buques, tanto de transporte como buques de guerra menores que debían ser entregados en el puerto de Vladivostok a la mayor brevedad posible.
El plan final soviético para la conquista de Manchuria, Corea, las islas Kuriles y la mitad sur de la isla de Sajalín, establecía una serie de ataques convergentes desde tres direcciones distintas de tres frentes soviéticosː el Frente Transbaikálico (comandante mariscal Rodión Malinovski) acantonado en Mongolia, debía atacar desde el oeste en dirección al suroeste y tomar Mengjiang y la parte occidental de Manchukuo. El Segundo Frente del Lejano Oriente (comandante general Maksim Purkaev), debía atacar desde el norte y tomar la parte norte de Manchukuo. Finalmente el Primer Frente del Lejano Oriente (comandante mariscal Kirill Meretskov), debía tomar la parte oriental de Manchukuo. Además el Ejército Rojo debía llevar a cabo una serie de ambiciosos desembarcos anfibios en las islas Kuriles, la isla de Sajalín y en el norte de Corea. Toda la operación estaba bajo el mando del mariscal de la Unión Soviética Aleksandr Vasilevski.
La ofensiva comenzó antes del amanecer del 9 de agosto de 1945, y en los primeros días las unidades de vanguardia soviéticas cubrieron más de 450 kilómetros contra una resistencia enemiga apenas testimonial enfrentándose a problemas cada vez mayores de suministro y logísticos, debido a la escasez de carreteras y vías férreas. Durante los siguientes días las unidades blindadas y de caballería soviéticas ocuparon la totalidad de Manchuria destruyendo a su paso las desorganizadas unidades japonesas. La ofensiva terminó finalmente el 2 de septiembre con una aplastante victoria soviética.
Las bajas soviéticas totales ascendieron a un total de 36 653 soldados y oficiales (12 103 muertos y 24 550 heridos).

### El bombardeo atómico

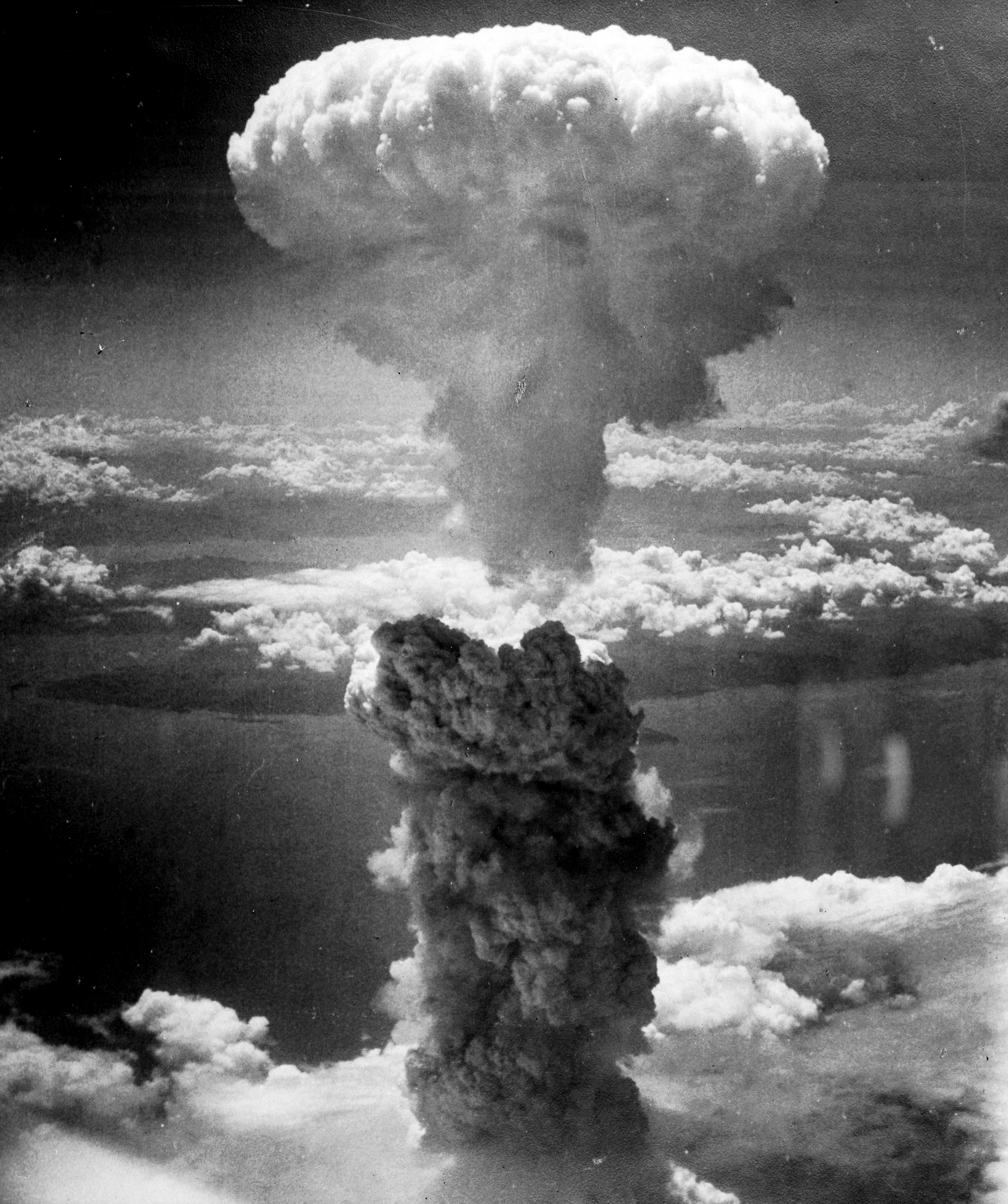
La nube resultante de la explosión nuclear sobre Nagasaki que alcanzó 18 km de altura.

El 10 de marzo de 1945, los aliados bombardearon Tokio pero Japón no tenía intención de rendirse, y, algunos dicen, que ya tenía preparado el contrarresto de la invasión estadounidense, hasta con civiles armados (incluso armas primitivas como herramientas agrícolas). El alto mando de Estados Unidos calculó que la invasión costaría cientos de miles de bajas, una cifra inaceptable para un país democrático; por lo que la invasión se siguió posponiendo. Pero en el corazón de Norteamérica se estaba gestando un arma que cambiaría las reglas de la guerra para siempre: la bomba atómica, que se terminó a tiempo para ser lanzada sobre Hiroshima el 6 de agosto de 1945, causando la muerte de ciento veinte mil personas. A pesar de este colosal ataque y un ultimátum, Japón no dio una respuesta, así que se lanzó otra sobre Nagasaki, tres días después, que mató a cincuenta mil personas. El 14 de agosto de 1945, creyendo que habría una lluvia de bombas nucleares sobre todas la población civil, los japoneses aceptaron una rendición incondicional.
Hay dos posturas sobre los Bombardeos en Hiroshima y Nagasaki. Algunos argumentan que Japón había estado tratando de rendirse desde hacía dos meses, pero Harry Truman se negaba, insistiendo en que solo aceptaría una rendición absolutamente incondicional (algo que no pudo conseguir), pero de todos modos la prensa mundial presenciaba el momento en que Truman pedía la rendición, luego de ese momento pasaron tres días de la detonación de la primera bomba sin recibir una rendición por parte nipona, tras los cuales se lanzó la segunda bomba atómica contra Nagasaki.

### La rendición japonesa
Japón se rindió, después de los bombardeos atómicos y del rapidísimo avance soviético en la Batalla de Manchuria, mediante el discurso de Hirohito el 14 de agosto de 1945, aceptando públicamente la rendición incondicional que anhelaban los Estados Unidos, aunque realmente estuvo condicionada por el mantenimiento del emperador en el trono (se mantuvo hasta su muerte en 1989). El 2 de septiembre, a bordo del USS Missouri, el ministro de Relaciones Exteriores, Mamoru Shigemitsu, firmó el Acta de Rendición de Japón ante el general Douglas MacArthur.

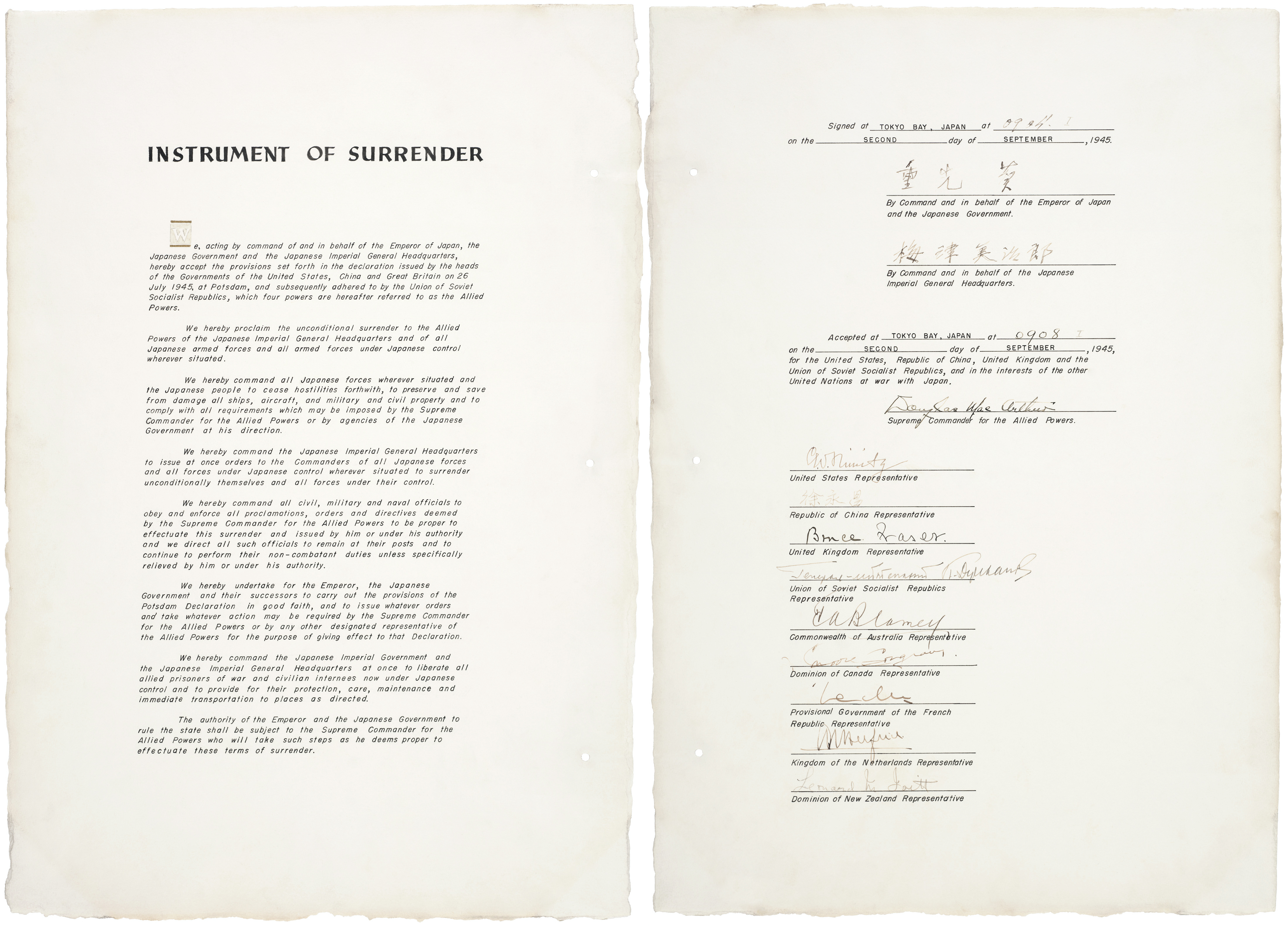
Texto original de la rendición en inglés.

Aquí se muestra la traducción en español:

Nosotros aquí, actuando por orden de, y a nombre del Emperador de Japón, el Gobierno Japonés, y de los Cuarteles Generales Imperiales de Japón, aceptamos los términos establecidos en la declaración emitida por los dirigentes de los Gobiernos de los Estados Unidos, China y la Gran Bretaña el 26 de julio de 1945 en Potsdam, y al que posteriormente se adhirió la Unión de Repúblicas Socialistas Soviéticas, las cuatro potencias que de aquí en adelante se referirán como las Potencias Aliadas.

Aquí proclamamos, la rendición incondicional ante las Potencias Aliadas, de los Cuarteles Generales Imperiales y de todas las Fuerzas Armadas Japonesas y de todas las fuerzas armadas bajo el control japonés donde quiera que se encuentren.
Aquí ordenamos a todas las fuerzas japonesas, donde quiera que se encuentren y al Pueblo Japonés, a cesar las hostilidades de aquí en adelante, a preservar y resguardar de daño a los barcos, aviones y la propiedad militar y civil y cumplir con todas las demandas que puedan ser impuestas por el Supremo Comandante de la Potencias Aliadas o por las Agencias del Gobierno Japonés bajo su dirección.
Nosotros aquí ordenamos a los Cuarteles Generales Japoneses a emitir órdenes inmediatamente a los Comandantes de todas las Fuerzas Japonesas y a todas las fuerzas bajo control japonés, donde quiera que se encuentren a rendirse ellos mismos y todas las fuerzas bajo su control, incondicionalmente.
Nosotros aquí ordenamos a todos los oficiales navales, militares y civiles a obedecer y hacer cumplir todas las proclamas, órdenes y directivas emanadas del Comandante Supremo por las Potencias Aliadas, y a cumplir esta rendición y emitir por sí mismo o por su autoridad las órdenes correspondientes y ordenamos a todos los oficiales a mantenerse en sus puestos y continuar sus obligaciones no beligerantes, a menos que sea específicamente relevado por sí mismo o por la autoridad.
Nosotros aquí nos comprometemos a nombre del Emperador, del Gobierno Japonés y de sus sucesores, a llevar a cabo todas las provisiones de la Declaración de Potsdam, de buena fe, y a ejecutar cuanta orden y cuanta acción sea emitida por el Comandante Supremo de las Potencias Aliadas, con el propósito de dar efecto al cumplimiento de esta Declaración.
Nosotros aquí ordenamos al Gobierno Imperial Japonés y a los Cuarteles Generales Imperiales Japoneses a liberar inmediatamente a todos los prisioneros de guerra aliados y a los civiles internados actualmente bajo control japonés y a tomar las medidas para su protección, cuidado, mantenimiento e inmediato transporte a los lugares que se indiquen.
La autoridad del Emperador y del Gobierno Japonés de regir al estado estará sujeta al Comandante Supremo de las Fuerzas Aliadas, quien tomara las medidas necesarias que crea conveniente para llevar a efecto los términos de la rendición.
Firmado en la bahía de Tokio, Japón a las 09:04 en el segundo día del mes de septiembre de 1945.
Aceptado en la bahía de Tokio, Japón a las 09:04 en el Segundo día del mes de septiembre de 1945, por los Estados Unidos, República de China, Reino Unido y la Unión de Repúblicas Socialistas Soviéticas y en interés de las demás Naciones Unidas en guerra con el Japón.

## Consecuencias

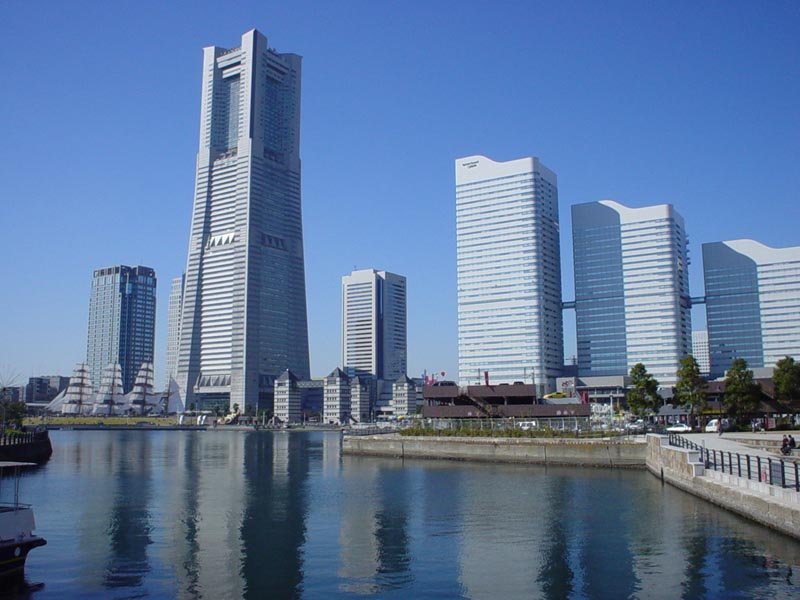
Después de la guerra, Japón pudo reconstruir su economía. Aquí se ve el centro financiero de Yokohama.

Al terminar la guerra, Japón fue ocupado por los aliados. El país fue desmilitarizado; el emperador, aunque continuó en el trono, fue obligado a renunciar a su divinidad y promulgar una nueva constitución, democratizar el país y cambiar el sistema educativo. Después de una larga crisis de posguerra, Japón fue ayudado económicamente por Estados Unidos, pero no se le dio tanta importancia como a Europa a través del Plan Marshall. Pero poco a poco el país se reconstruyó, la economía empezó a crecer hasta ser uno de los países más industrializados del mundo en los años sesenta y setenta.
A su vez, al caer los grandes imperios como Japón, Alemania e Italia; Estados Unidos quedó como una de las potencias mundiales junto con la Unión Soviética. Este mundo bipolarizado dio origen, años más tarde a la Guerra fría.
La entrada de Estados Unidos en la Segunda Guerra Mundial frenó el avance japonés en China. Además, la rendición de Alemania en mayo de 1945, más la ruptura del Pacto de Neutralidad soviético-japonés del 13 de abril de 1941, permitió al Ejército Rojo soviético intervenir en Manchuria el 8 de agosto de ese año, dos días después de la bomba atómica lanzada por Estados Unidos sobre la ciudad japonesa de Hiroshima y un día antes de la bomba sobre Nagasaki, que forzaría la rendición japonesa y su retirada de Asia continental.
El final de la guerra supuso la salida definitiva de Japón del territorio chino. Manchuria, Taiwán y las zonas ocupadas durante la Guerra Sino-Japonesa volvían a estar bajo soberanía nominal china, y Chiang Kai-shek restablecía el gobierno de Nankín. Sin embargo, las fuerzas comunistas de Yan'an, muy fortalecidas por los años de guerra y por la intervención soviética en Manchuria, aumentaban su control sobre numerosas zonas de la China rural. La salida de los japoneses dejaba paso así a una guerra civil abierta entre el KMT de Chiang Kai-shek y los comunistas de Mao Zedong.

## Cronología
- 7 de julio de 1937: Japón invade Manchuria. Comienza la Segunda Guerra Sino-japonesa.
- 13 de diciembre de 1937: Japón realiza la masacre de Nankín, en la que murieron miles de personas.
- 7 de diciembre de 1941: Ataque a Pearl Harbor
- 8 de diciembre de 1941: Japón invade Tailandia/ EE. UU. le declara la guerra a Japón.
- 15 de febrero de 1942: Japón toma Singapur.
- mayo de 1942: Batalla del Mar del Coral.
- 4 al 7 de junio de 1942: Batalla de Midway
- 7 de agosto de 1942 al 9 de marzo de 1943: Batalla de Guadalcanal
- junio a octubre de 1943: batalla de Tarawa
- abril de 1943 a mayo de 1944, EE. UU. aprueba la Operación Cartwheel.
- 15 de junio al 9 de julio de 1944: Batalla de Saipán.
- 15 de septiembre al 27 de noviembre de 1944: Batalla de Peleliu
- 23 al 26 de octubre de 1944: Batalla del Golfo de Leyte
- febrero y marzo de 1945: Batalla de Iwo Jima.
- De abril a junio de 1945: Batalla de Okinawa
- 10 de marzo de 1945: Los Aliados bombardean Tokio.
- 6 de agosto de 1945: Estados Unidos lanza una bomba atómica sobre Hiroshima
- 8 de agosto de 1945: La Unión Soviética invade Manchuria.
- 9 de agosto de 1945: Estados Unidos lanza otra bomba atómica sobre Nagasaki
- 14 de agosto de 1945: Japón se rinde.
- 2 de septiembre de 1945: Japón firma su rendición.

## La guerra del Pacífico en el cine
La guerra del Pacífico se ha representado muchas veces en el cine. A continuación se listan algunas de las películas relacionadas:
- De aquí a la eternidad (1953)
- El puente sobre el río Kwai (1957)
- Tora! Tora! Tora! (1970)
- La batalla de Midway (1976)
- MacArthur, el general rebelde (1977)
- Feliz Navidad, Mr. Lawrence (1983)
- Hiroshima (1983)
- El imperio del sol (1987)
- El último emperador (1987)
- La tumba de las luciérnagas (1988)
- Lluvia negra (1989)
- Adiós al Rey (1989)
- Creadores de sombras (1989)
- La delgada línea roja (1998)
- Pearl Harbor (2001)
- Más allá del deber (2001)
- Windtalkers (2002)
- Banderas de nuestros padres (2006)
- Cartas desde Iwo Jima (2006)
- The Pacific (2010 Miniserie del canal estadounidense HBO)
- Las flores de la guerra (2011)
- Kaze Tachinu (2013)
- Hasta el último hombre (2016)
- Kono Sekai no katasumi ni (2016)
- Midway. 2019

## La guerra del Pacífico en videojuegos
- 1943 (1987)
- Battlefield 1942 (2002)
- Medal of Honor: Rising Sun (2003)
- Medal of Honor Pacific Assault (2004)
- Heroes of the Pacific (2005)
- The History Channel: Battle for the Pacific (2007)
- Call of Duty: World at War (2008)
- Call of Duty: World at War Final Fronts (2008)
- Battlestations: Pacific (2009)
- World of Warships (2009)
- Air Conflicts:Pacific Carriers (2012)
- Red Orchestra 2: Rising Storm (2013)
- Illusion Magic Studio: Wings Of Steel (2018)
- Battlefield V (2018)